# Doris Keane
Doris Keane (St. Joseph, 12 dicembre 1881 – New York, 25 novembre 1945) è stata un'attrice statunitense.
Nata nel Michigan,  a St. Joseph, il 12 dicembre 1881 da Joseph Keane e Minnie Florence Winter, diventò una nota attrice teatrale. Il suo cavallo di battaglia fu Romance, un testo scritto nei primi anni dieci del Novecento da Edward Sheldon che lei portò al successo in varie messe in scene. L'unico film che girò fu proprio l'adattamento cinematografico del dramma. Era sposata con il collega Basil Sydney. Il loro matrimonio durò dal 1918 al 1925.
L'attrice morì il 25 novembre 1945 a New York, al LeRoy Sanitarium, dove era stata ricoverata malata di cancro.

## Spettacoli teatrali
- The Whitewashing of Julia
- Gypsy
- De Lancey
- The Hypocrites
- The Likes O' Me
- His Wife's Family
- The Happy Marriage
- Arsene Lupin
- Decorating Clementine
- Our World
- The Lights o' London
- Making Good
- The Affairs of Anatol
- Romance
- The Czarina
- Welded
- Starlight

## Filmografia
- Romance, regia di Chester Withey (1920)